# Liste von Höhlen im Kreis Olpe

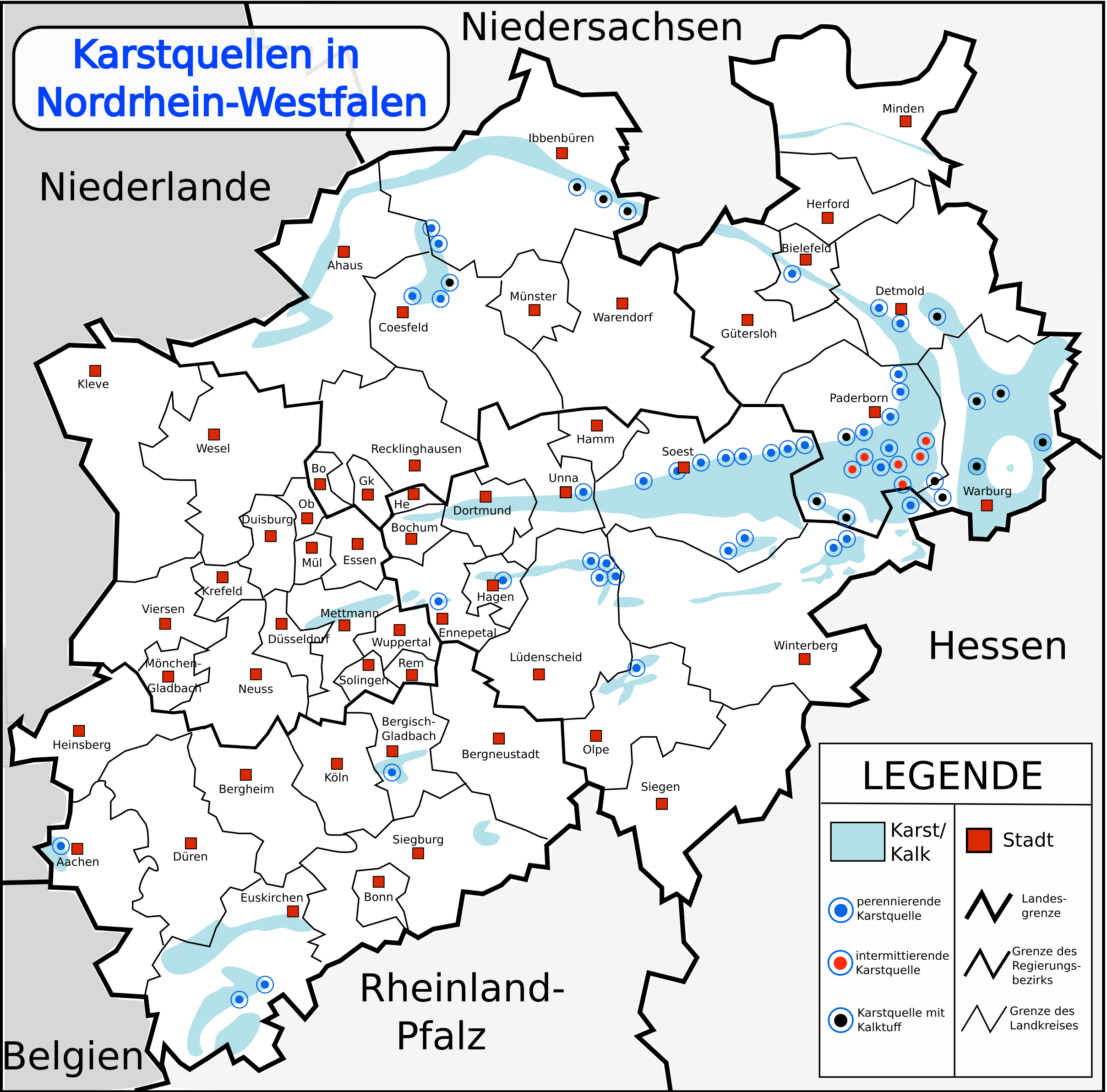
Karstzonen in Nordrhein-Westfalen

Die Liste von Höhlen im Kreis Olpe beschreibt Höhlen unterschiedlicher Art und Länge, darunter auch einige zerstörte Höhlen, im Kreis Olpe, Nordrhein-Westfalen
Höhlen bildeten sich vor allem im mitteldevonischen Massenkalk der Region Sauerland. Insbesondere ab dem 19. Jahrhundert wurden einige Höhlen unter anderem von Johann Jacob Nöggerath, Rudolf Virchow, Emil Carthaus, Johann Carl Fuhlrott, Heinrich von Dechen und Hermann Schaaffhausen geologisch, paläontologisch und anthropologisch untersucht. Zu den höhlenforschenden Persönlichkeiten Ende des 20. und Anfang des 21. Jahrhunderts zählen Dieter W. Zygowski und Stefan Voigt.

## Liste
| Name                     | Stadt bzw. Gemeinde      | Lage       | Länge/Tiefe (Meter) | Beschreibung | Bild           |
| ------------------------ | ------------------------ | ---------- | ------------------- | --- | -------------- |
| Atta-Höhle               | Attendorn                | Biggetal   | 6.670               | Die Höhle wurde 1907 bei einer Sprengung im Steinbruch der Biggetaler Kalkwerke entdeckt. In den 1980er Jahren wurde von örtlichen Höhlenforschern ermittelt, dass die Höhle statt 850 Meter eine Länge von 6670 Meter hat. Der kommerziell betriebene Schauhöhlenbereich beträgt mit 560 Meter nur einen Bruchteil davon. | weitere Bilder |
| Höhle im Frettertal      | Finnentrop               | Frettertal |                     | Die Höhle liegt 6 Kilometer nördlich von Finnentrop und ist Fundstätte von Hyänenresten aus Höhlenablagerungen. |                |
| Wasserhöhle Frettermühle | Finnentrop               |            |                     | |                |
| Muttersteinhöhle         | Finnentrop-Altfinnentrop | Biggetal   | 348                 | 1980 wurde der Eingang durch die Deutsche Bundespost bei Kabelverlegungsarbeiten freigelegt. In der Höhle befinden sich Aragonitkristalle und Excentriques. |                |
| Kirschhollenloch         | Attendorn                |            |                     | [ 5 ] |                |